# 151 км (зупинний пункт, Львівська залізниця)
151 кіломе́тр — пасажирський залізничний зупинний пункт Тернопільської дирекції Львівської залізниці на лінії Тернопіль — Ланівці між станціями Тернопіль (2 км) та Збараж (23 км). Розташований у місті Тернопіль (місцевість Промисловий, поруч заводи «Будінстрія», «Тернобуддетать» та «Ліхтнер Бетон Тернополь»), Тернопільський район Тернопільської області.

## Пасажирське сполучення
На зупинному пункті 151 км щоденно зупиняються дві пари дизель-потягів дизель-поїздом ДР1А прямують за напрямком Ланівці — Тернопіль-Пасажирський.